# Harald Brandberg
Harald Emil Brandberg, född 7 mars 1899 i Falun, död 1971, var en svensk konstnär.
Han var son till revisorn Emil Brandberg och hans maka född Clason. Brandberg studerade juridik vid Uppsala universitet 1919-1925 och fortsatte därefter med konststudier i Rom 1926-1930 samt under studieresor till Tyskland, Frankrike och Grekland. Han ställde ut i Rom 1927, Bryssel 1936 och medverkade i grupputställningar på Liljevalchs konsthall. Hans konst består av landskapsmålningar från Dalarna och gatumotiv från Falun.